# Skowrony (Godkowo)
Skowrony (deutsch Schmauch) ist ein Dorf in der Landgemeinde Godkowo (Göttchendorf)  im  Powiat Elbląski (Elbinger Kreis) der polnischen Wojewodschaft Ermland-Masuren.

## Geographische Lage

Schmauch östlich von Preußisch Holland, südöstlich der Stadt Elbing und südwestlich von Wormditt auf einer Landkarte von 1910.

Das Dorf liegt in der historischen  Region Ostpreußen, etwa 33 Kilometer östlich von  Elbing and  51 Kilometer nordwestlich von Allenstein.

## Geschichte
Die Kirche des alten preußischen Kirchdorfs Schmauch hatte noch um 1727 unter dem Patronat der Herzöge von Preußen gestanden.
Bis zum Jahr 1804 waren die Bauern von Schmauch   verpflichtet gewesen, auf dem benachbarten Gut Behlenhof Hand- und Spanndienste zu leisten.
Die Gemarkung des Dorfs umfasste um 1858 eine Fläche von 4220 Morgen, und es standen darauf 81 Wohnhäuser.
Bis 1945 gehörte Schmauch zum Kreis Preußisch Holland im Regierungsbezirk Königsberg der Provinz Ostpreußen des Deutschen Reichs.
Gegen Ende des Zweiten Weltkriegs wurde die Region im Januar 1945 von der Roten Armee besetzt. Im Sommer 1945 wurde das Kreisgebiet von der sowjetischen Besatzungsmacht  zusammen mit der südlichen Hälfte Ostpreußens unter polnische Verwaltung gestellt. Die Polen führten für  Schmauch die Ortsbezeichnung  Skowrony    ein. Soweit die deutschen Dorfbewohner nicht geflohen waren, wurden sie in der Folgezeit von der örtlichen polnischen Verwaltungsbehörde aus Schmauch vertrieben.

### Bevölkerungsentwicklung
| Jahr | Einwohner | Anmerkungen                                                               |
| ---- | --------- | ------------------------------------------------------------------------- |
| 1816 | 290       | [ 4 ]                                                                     |
| 1852 | 525       | [ 5 ]                                                                     |
| 1858 | 546       | darunter 535 Evangelische, sechs Katholiken, vier Mennoniten und ein Jude |
| 1933 | 494       | [ 6 ]                                                                     |
| 1939 | 490       | [ 6 ]                                                                     |

### Kirchspiel
Die Dorfbewohner von Schmauch waren nach der Reformation der evangelischen Konfession beigetreten. Von 1578  bis 1690 war das Dorf Thierbach in Schmauch eingepfarrt. Zum Kirchspiel Schmauch gehörten u. a. auch die Dörfer Alt Teschen und Neu Teschen.
Die seit 1945 anwesende polnische Dorfbevölkerung gehört größtenteils der römisch-katholischen Kirche an.

#### Namentlich bekannte Pfarrer bis 1945
- Bonaventura Fischer, bis 1550[7]
- Jakob Schütz,   1554[7]
- Jakob Blumenau, 1578[7]
- Friedrich Hennig, seit 1596, lebte noch 1626[7]
- Johann Bleynagel, seit 1631, 1635 außerdem Pfarrer in Thierbach (1646 aber in Rogehnen)[7]
- Hermann Nebelius,  seit 1649, wurde 1659 von den Schweden vertrieben, ging nach Königsberg i. Pr., wo er ein halbes Jahr später verstarb[7]
- Christoph Alt, 1660–1682[7][8]
- Joachim Erdmann Hinckelmann,  seit 1682, † 1702[7]
- Friedrich Rechenberg, seit 1702,  † 1723[7]
- George Settegast, seit 1724,  † 1731[7]
- Friedrich Wilhelm Rüdiger, seit 1752[7]